# اما والمسلی
اما والمسلی (انگلیسی: Emma Walmsley؛ زادهٔ ژوئن ۱۹۶۹ (۵۵ سال)) مدیر اجرایی اهل بریتانیا است، که هم‌اکنون به‌عنوان مدیرعامل شرکت گلاکسواسمیت‌کلاین فعالیت می‌کند.